# Антинополь
Антино́поль, ранее был известен как Хир-ве (также Антиноополис, Антиноя, Антинополис; др.-греч. Ἀντινόου πόλις; копт. ⲁⲛⲧⲓⲛⲱⲟⲩ Антинов; араб. الشيخ عبادة‎, современный Шейх-Ибада или Шейх-Абада) — древний город в XV верхнеегипетском номе, расположенный на восточном берегу Нила между Бени-Хасаном и Эль-Берше, напротив Гермополиса. 
Один из главных культурных центров Римского Египта. Город был заложен императором Адрианом на месте более древнего египетского города Хир-ве, который был переименован в Антинополь 30 октября 130 года в память о фаворите Адриана Антиное, утонувшем при невыясненных обстоятельствах в Ниле.

Адрианова дорога на карте провинции Египет во времена императора Адриана.

## История

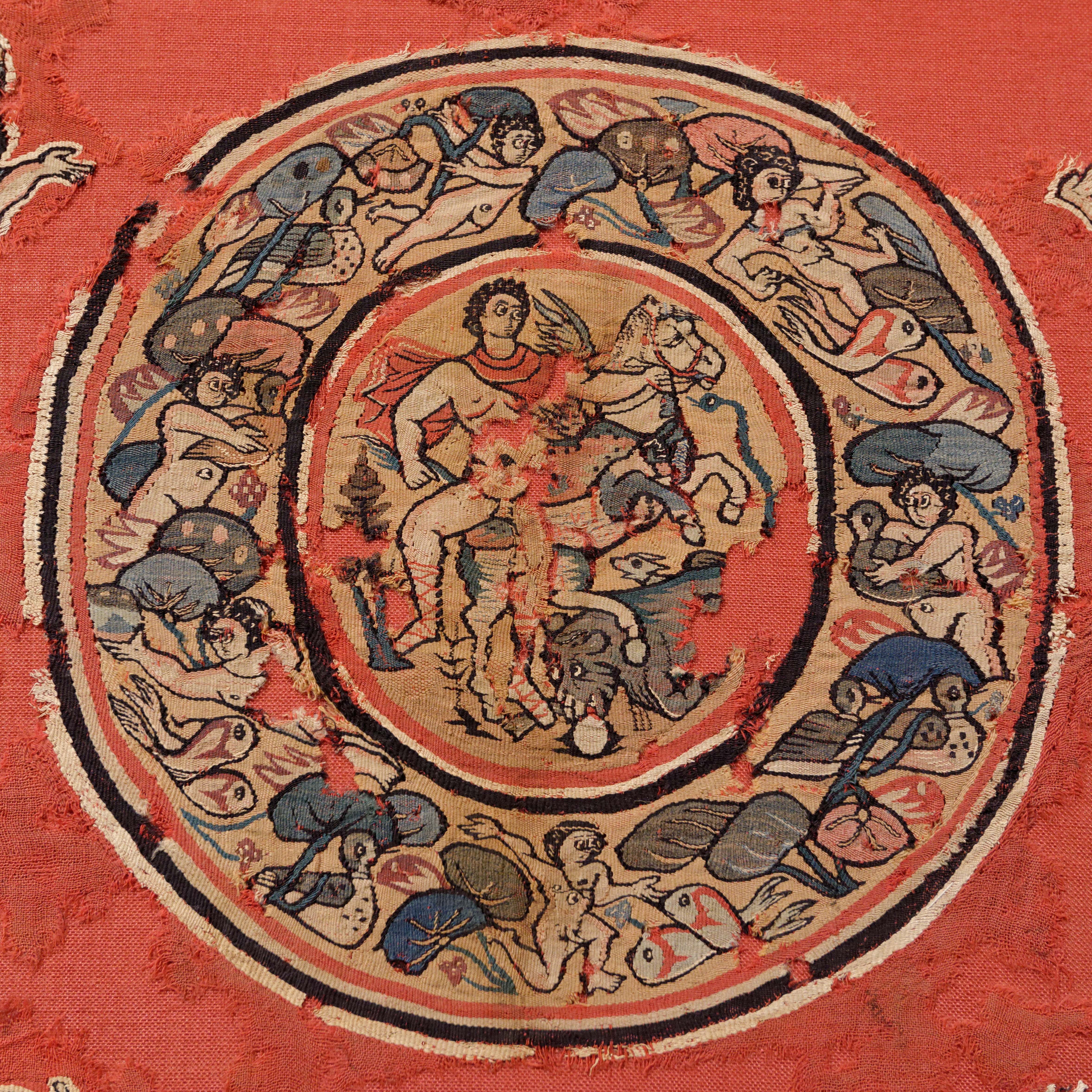
Фрагмент ткани из гробницы Сабины, женщины IV-V веков в Антиноополе, на которой изображены Беллерофонт и Пегас, топчущие Химеру. (Лувр)

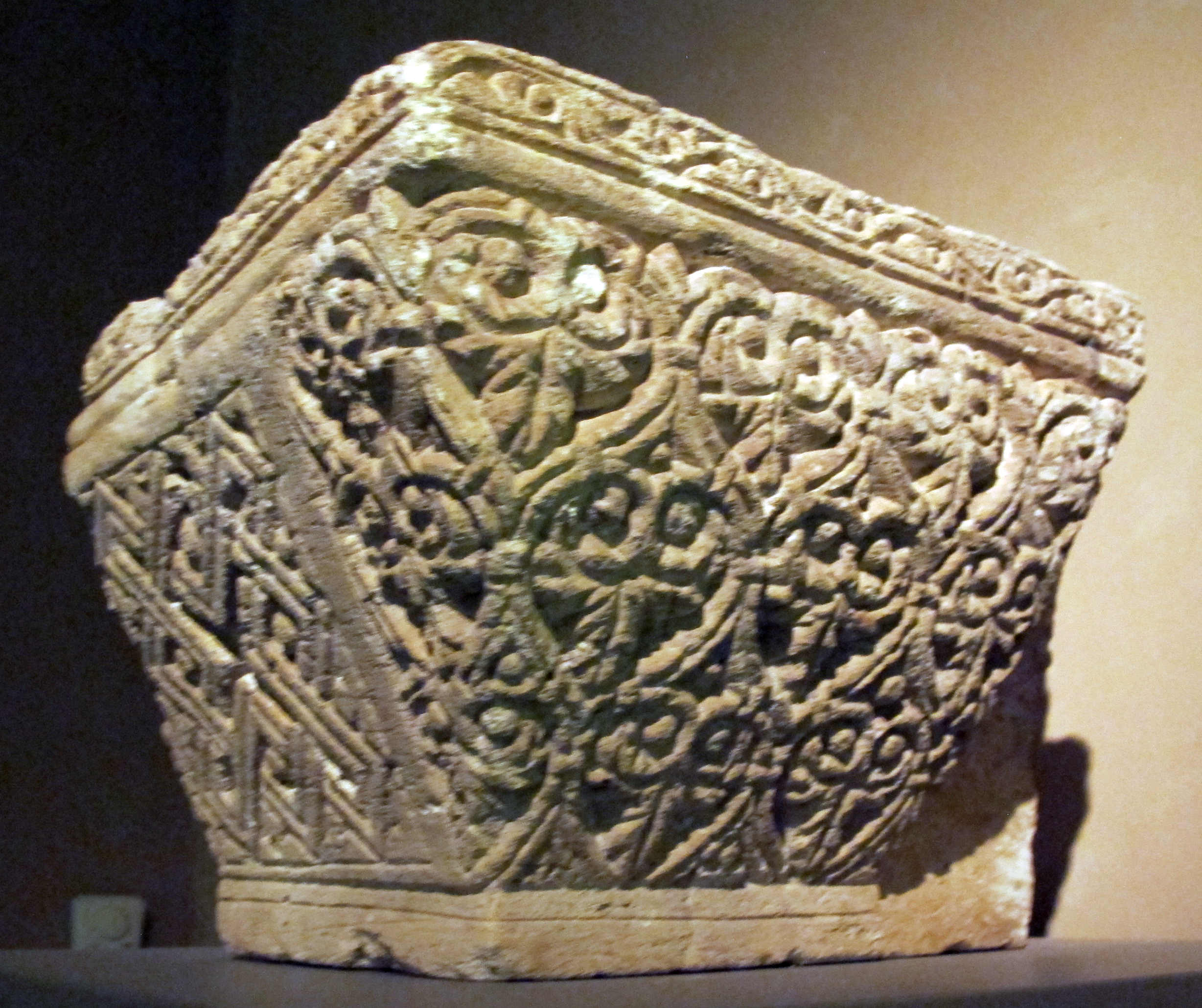
Капитель позднеримской колонны из северного некрополя (Национальный археологический музей Флоренции)

### Новое царство
Во времена Нового царства на месте Антинополя уже существовал город известный как Хир-ве, где находился великий храм Рамсеса II, куда приходили жители таких известных городов как Хемену и Авну.

### Римский период
Город Антинополь был основан в 130 году нашей эры во времена существования Римской империи императором Адрианом на месте египетского города Хир-ве как культовый центр обожествления своего любовника Антиноя, утонувшего в Ниле недалеко от города. Все предыдущие здания, включая некрополь, были снесены и заменены, за исключением храма Рамзеса II. У Адриана также были политические мотивы для создания нового города, который должен был стать первым эллинским городом в регионе Среднего Нила, таким образом служа бастионом греческой культуры на территории Египта. Чтобы побудить египтян интегрироваться в греческую культуру, он разрешил грекам и египтянам в городе вступать между собой в брак и позволил сохранить Беса в качестве главного божества города, который им был со времён существования Хир-ве, наряду с обожествлённым Антиноем:150. Он поощрял греков из других регионов селиться в новом городе, используя для этого различные стимулы:199. Город был спроектирован с прямыми улицами и кварталами, типичными для эллинских городов, и украшен колоннами и множеством статуй Антиноя, а также храмом, посвящённым ему:200-2.
Антинополь был центром официального культа Антиноя. Город демонстрировал греко-римскую архитектуру эпохи Адриана, резко контрастирующую с египетским стилем. Адриан объявил, что весной 131 года в городе будут проведены игры в память об Антиное. Известные как Антинойи, они проводились ежегодно в течение нескольких столетий и считались самыми важными в Египте. Мероприятия включали спортивные соревнования, скачки на колесницах и конные бега, а также художественные и музыкальные фестивали с призами, включая гражданство, деньги, жетоны и бесплатное пожизненное содержание:149; 205. Согласно греческой «Минее», именно в Антинополе Святой Юлиан принял мученическую смерть во время гонений Диоклетиана. Известно, что здесь также по приказу местного губернатора Ариана погибло множество других христиан. 

### Византийский период
Остатки былой славы, система городского управления и состав населения, вероятно, были причиной того, что даже при императоре Валенте (364—378 года) город был в основном языческим и противился всеобщей христианизации, хотя с первой половины III века здесь находилась резиденция епископа. Антинополь продолжал расти и в византийскую эпоху став уже христианским городом, но при этом в нём всё ещё практиковались колдовство и магия сохранившиеся с античности:199-200; 205-6. Это был культурный центр, откуда был родном математик IV века Серен Антинойский. Город сохранял своё значение и в дальнейшем. Так, в одном из многочисленных найденных в этом месте папирусов, содержащем договор о разводе и датированном примерно 569 годом, город назван «самым прославленным».

### Период Средневековья
Город был заброшен примерно в X веке. Здесь продолжал располагаться массивный греко-римский храм вплоть до XIX века, когда он был разрушен арабами для строительства цементного завода. На протяжении веков камень из римского города вывозился для строительства домов и мечетей:206. К XVIII веку руины Антинополя всё ещё были видны, о чём писали такие европейские путешественники, как миссионер-иезуит Клод Сикар в 1715 году и геодезист Эдме-Франсуа Жомар около 1800 года:198. Однако в XIX веке Антинополь был почти полностью разрушен местным жителями и промышленниками, поскольку мел и известняк сжигались для получения порошка, в то время как камень использовался при строительстве близлежащей плотины и сахарного завода:207.

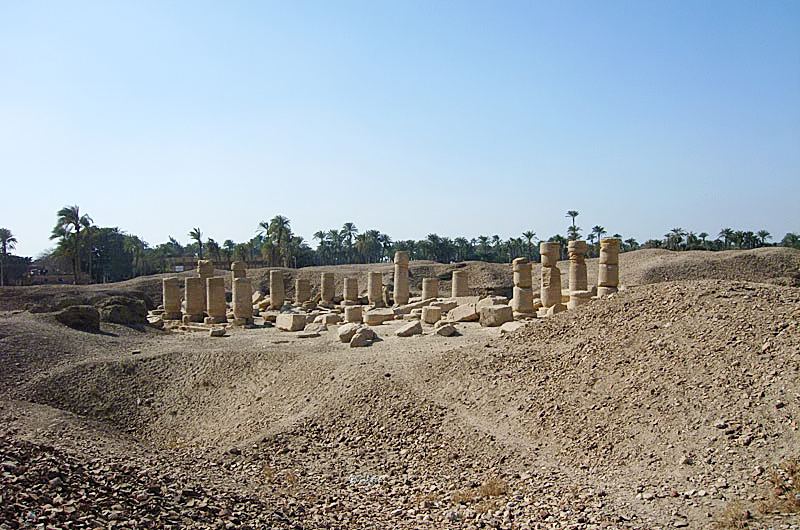
Руины храма Рамзеса
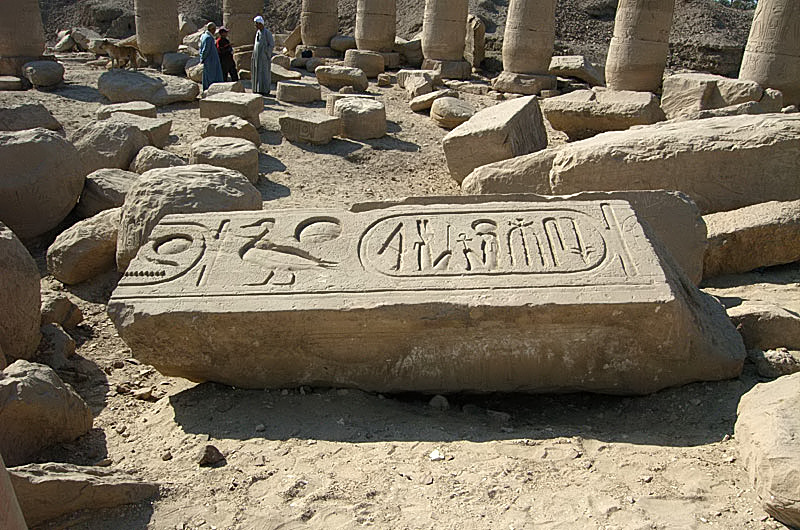
Картуш из храма Рамзеса
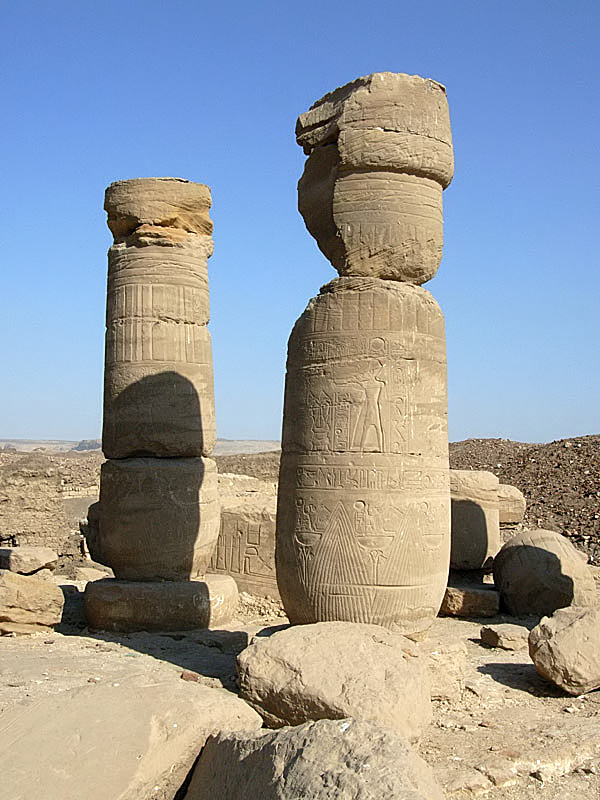
Колонны из храма Рамзеса
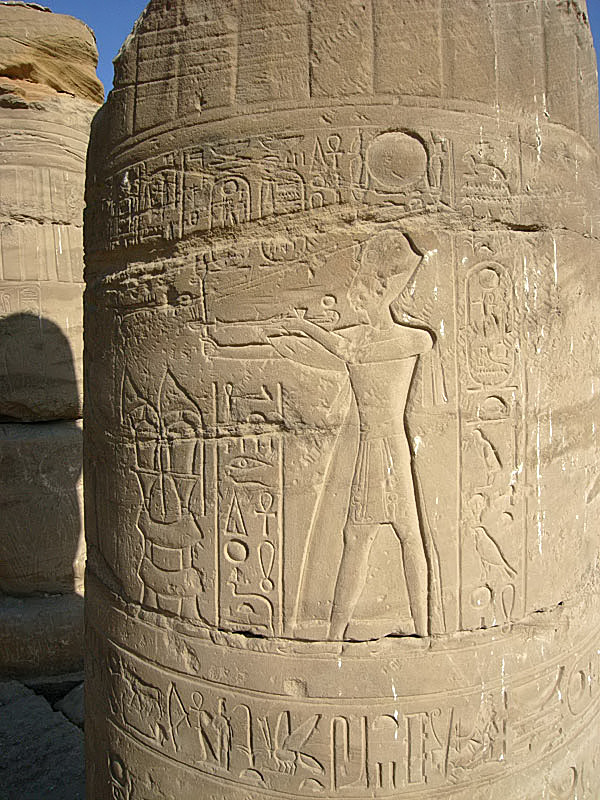
Резьба и иероглифы из храма Рамзеса
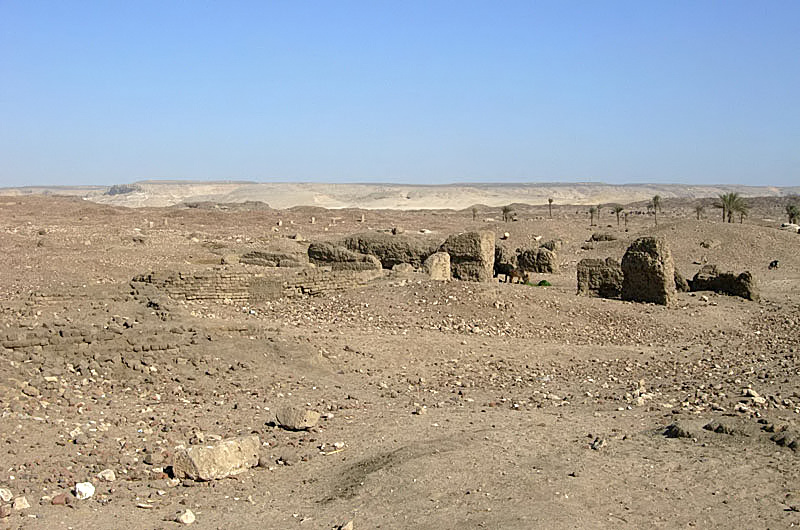
Вид на руины Антинополя с юго-востока в 2007 году
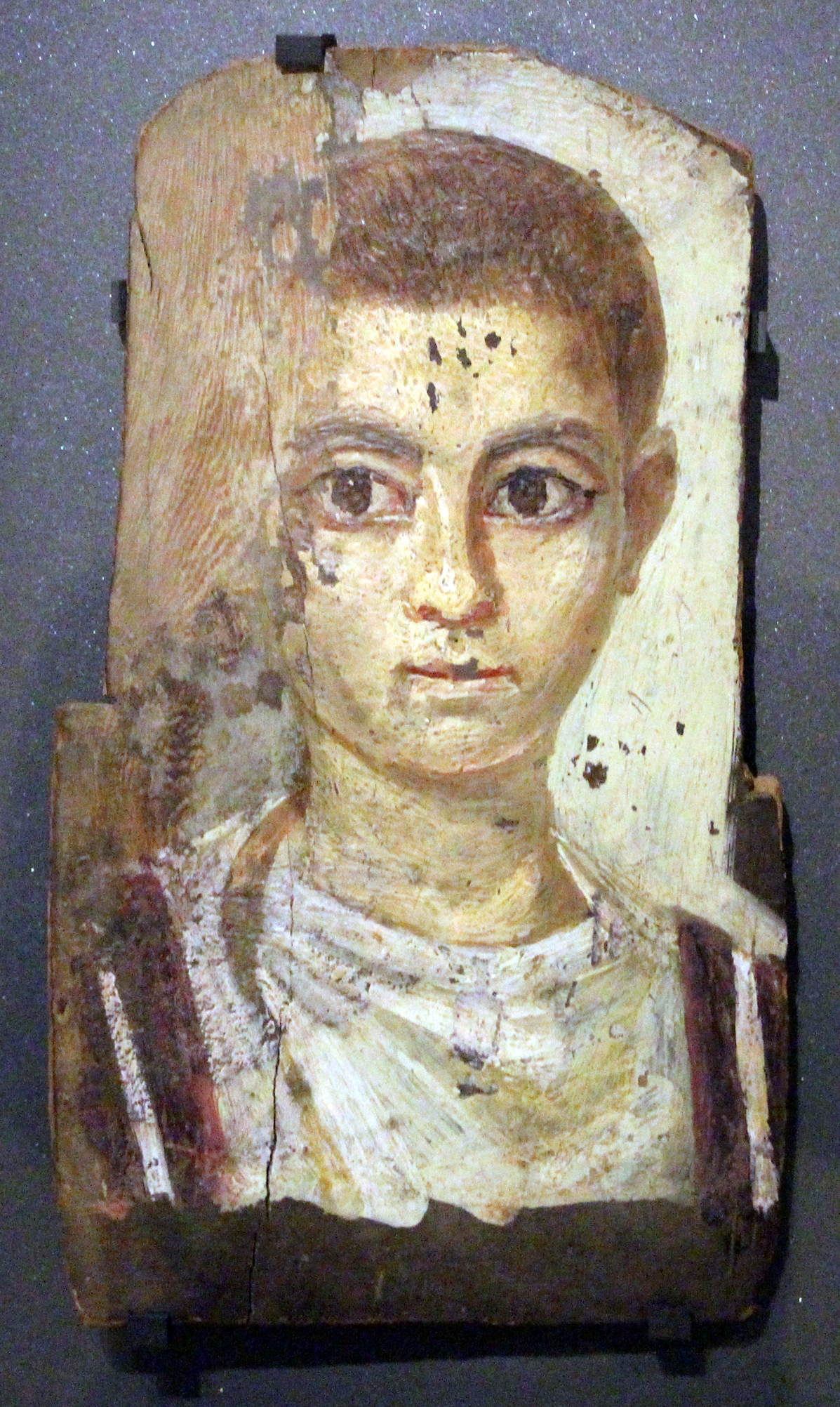
Погребальный портрет мальчика, 190–230 гг. н.э.
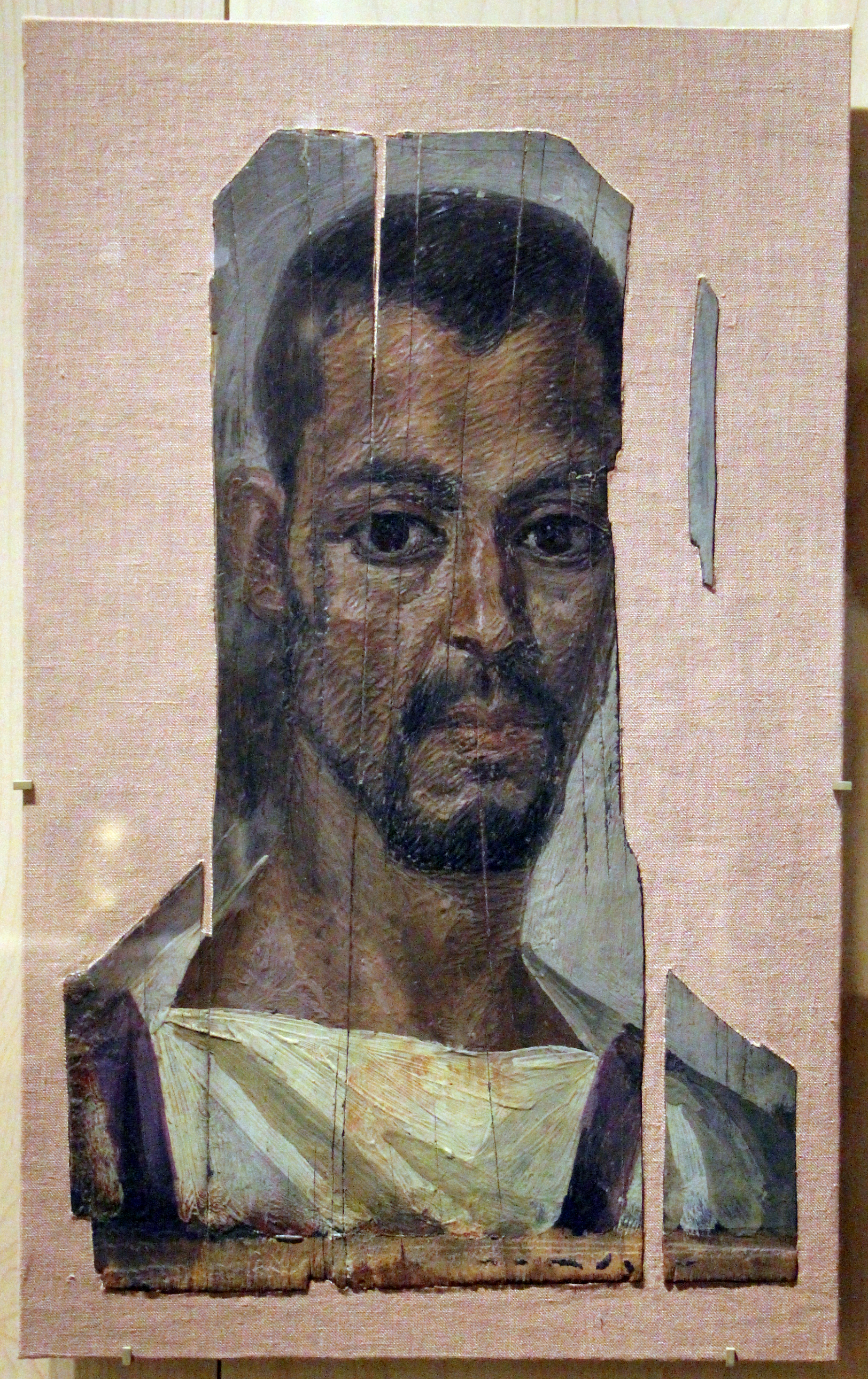
Погребальный портрет мужчины, 190–230 гг. н.э.
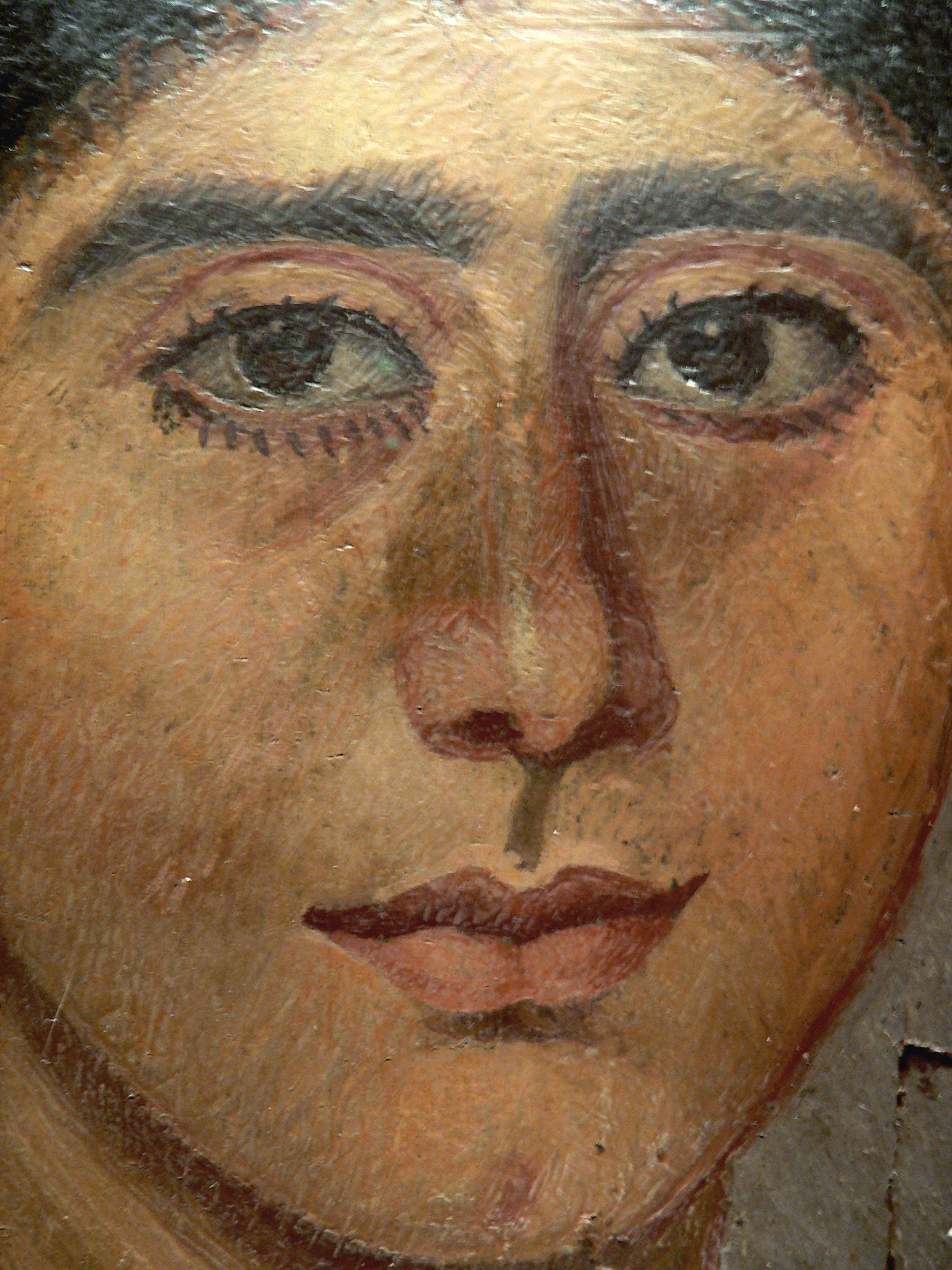
Энкаустический погребальный портрет женщины
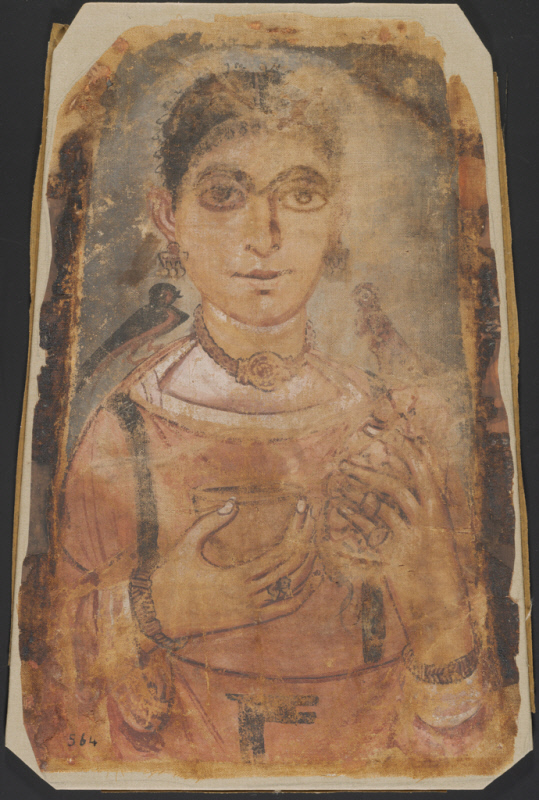
Погребальный портрет женщины. Вероятно, из Антинополя, около 250–300 гг. н.э. (коллекция Мениля)
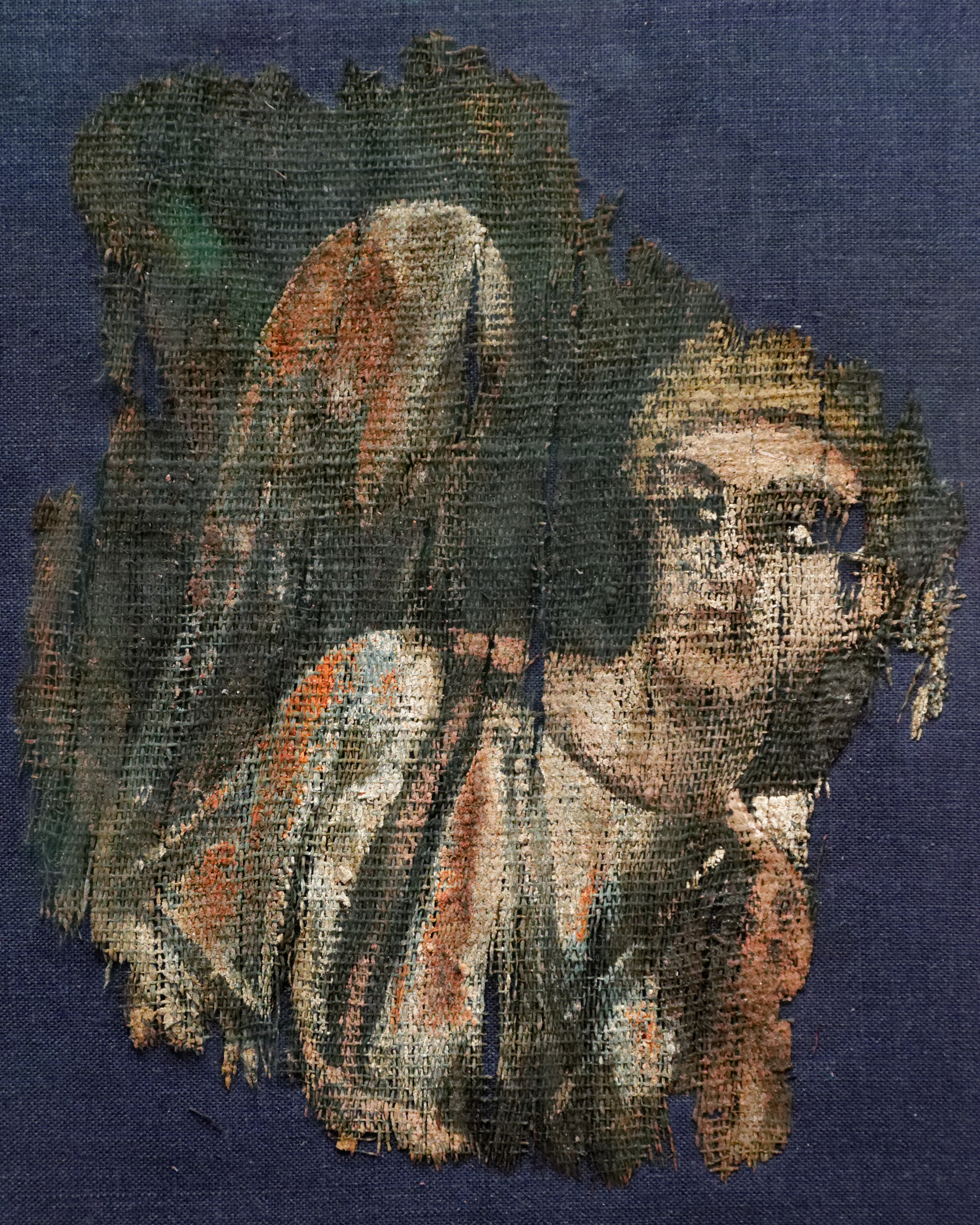
Картина с изображением крылатой женской фигуры из позднеримского или ранневизантийского Антинополя. Раскопано Альбертом Гайе (Лувр)
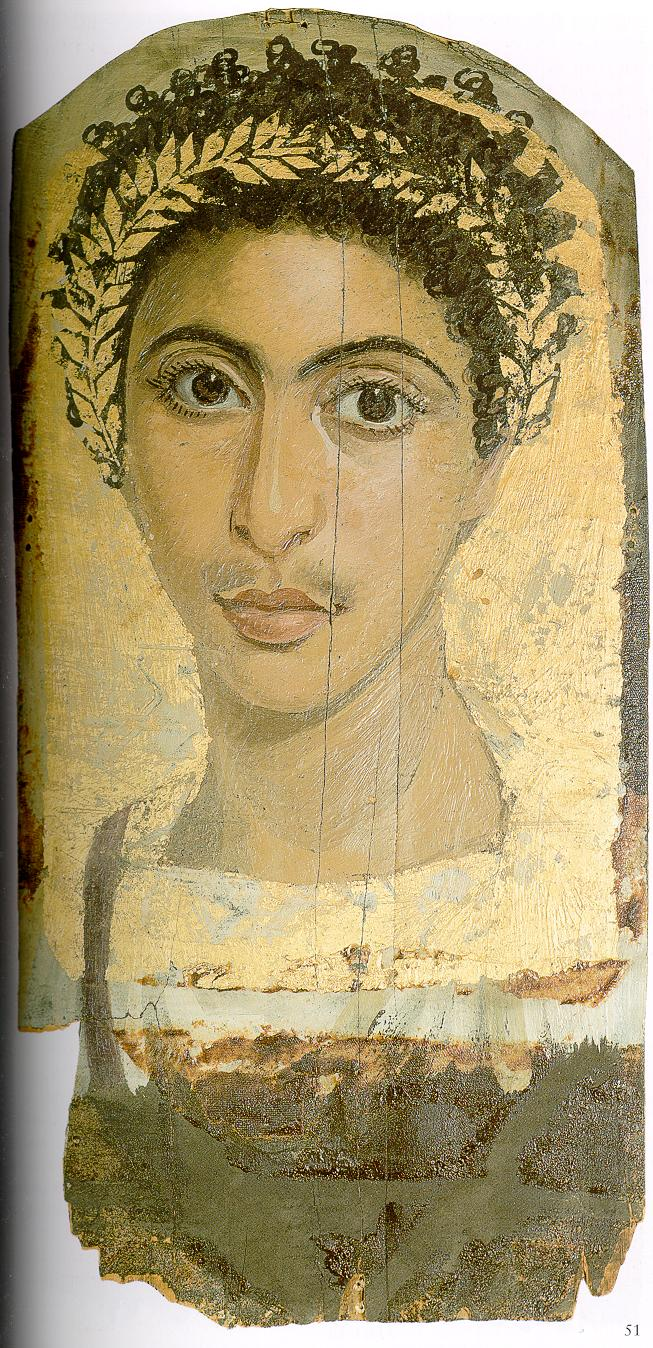
Погребальный портрет мужчины. Раскопано Альбертом Гайе (Египетский музей и собрание папирусов)

## Раскопки
В 1965—1966 годах итальянская экспедиция обнаружила здесь 13 гробниц додинастической эпохи. Однако в этом месте нет никаких памятников эпохи Древнего и Среднего царств. Самое древнее монументальное сооружение Антинои относится к эпохе Нового царства. Раскопки Гайе (Annales du Musee Guimet, XXX, 2) и Донадони (ASAE XXXIX) выявили гробницы додинастической эпохи, фрагменты пилонов двора и гипостильного зала храма Рамсеса II, посвящённого богам Хмуна и Гелиополя, строительным материалом для которого служила расположенная неподалёку часовня Эхнатона. По предположению П. Монтэ, здесь располагался древний город Неферуси, главным божеством которого была Хатхор (Geogr. II, 152). Здесь также были найдены картуши Мернептаха и Рамсеса III. На территории Неферуси произошло сражение Камоса с гиксосами. Город был взят и его стены разрушены. Текст большой стелы Пи(Анхи) говорит о том, что во время войны последнего с Тефнахтом царь Нимрод вновь разрушил стены Неферуси. Можно предположить, что эта крепость защищала столицу нома Гермополь и священный комплекс Рамсеса.
Доныне сохранились на своём месте несколько колонн храма Рамсеса II: четыре на фасаде, пять с северной стороны и четыре с южной. В этом месте император Адриан основал в 130 году город в память об Антиное в качестве центра культа, посвящённого своему погибшему фавориту. Выстроенный в греко-романском стиле город был населён греками из Файюма. Первоначально город относился к Гептаномису, но при Диоклетиане в 286 году стал столицей нома Фиваида. На частично сохранившемся портике, расположенном в северо-восточной части города, видна надпись в честь императора Александра Севера.

## Планировка города
Антинополь, основанный в среднем течении Нила, императором Адрианом, почитателем греческой культуры и искусства, задумывался как чисто греческий город в самом сердце Египта, для создания равновесия двум большим эллинистическим городам — Александрии в дельте и Птолемаиде в верхнем течении Нила.
Известно, что Антинополь как и Александрия были распланированы по так называемой гипподамовой системе, когда улицы и города проложены параллельно друг другу и пересекаются под прямыми углами. Прямоугольный в плане, с правильной сеткой улиц, равными кварталами, окружёнными кирпичной стеной. Главные хорошо мощённые улицы, обрамлённые, как было принято на римском Востоке, колоннами дорического ордера, проведены к городским воротам. Ширина этих улиц такая же, как и в Александрии, — 20 м. На перекрёстке установлены были четыре высокие колонны, образующие так называемый тетрапилон. В центральной части города находились общественные здания, храмы, гимнасии, термы и могила Антиноя.
Адриан хотел, чтобы город был устроен по типу классических греческих городов, то есть с городским советом — булэ, с административными лицами — архонтами. Римский характер выявляет и план города с кардо и декуманум, колоннадой, термами. Основание Антинополя, поставленного против старого египетского города Гермополя, лежащего на западном берегу реки, следует считать обдуманным актом романизации этого района Египта.
В заново отстроенном городе располагался театр и храмы, в частности, храмы Сераписа и Антиноя, почитавшегося наравне с Осирисом. К востоку от города находилась большая колоннада, остатки которой сохранились. Южная часть города отделялась триумфальной аркой. Здесь были также ипподром и цирк, которые почти полностью исчезли. Город был покинут примерно в X веке.
В 1672 году аббат Ванслеб во время путешествия в Египет был поражён размахом руин и принял этот город за Фивы. В начале XVIII века иезуит Клод Сикар, который первым установил точное местонахождение Фив, составил описание хорошо сохранившихся руин Антинои. Во время египетской кампании Наполеона руины были ещё хорошо видны, судя по составленным для «Описания Египта» планам и зарисовкам. В середине XIX в. их использовали для постройки сахарного завода в Роде.

Иллюстрации Антинополя из Описание Египта
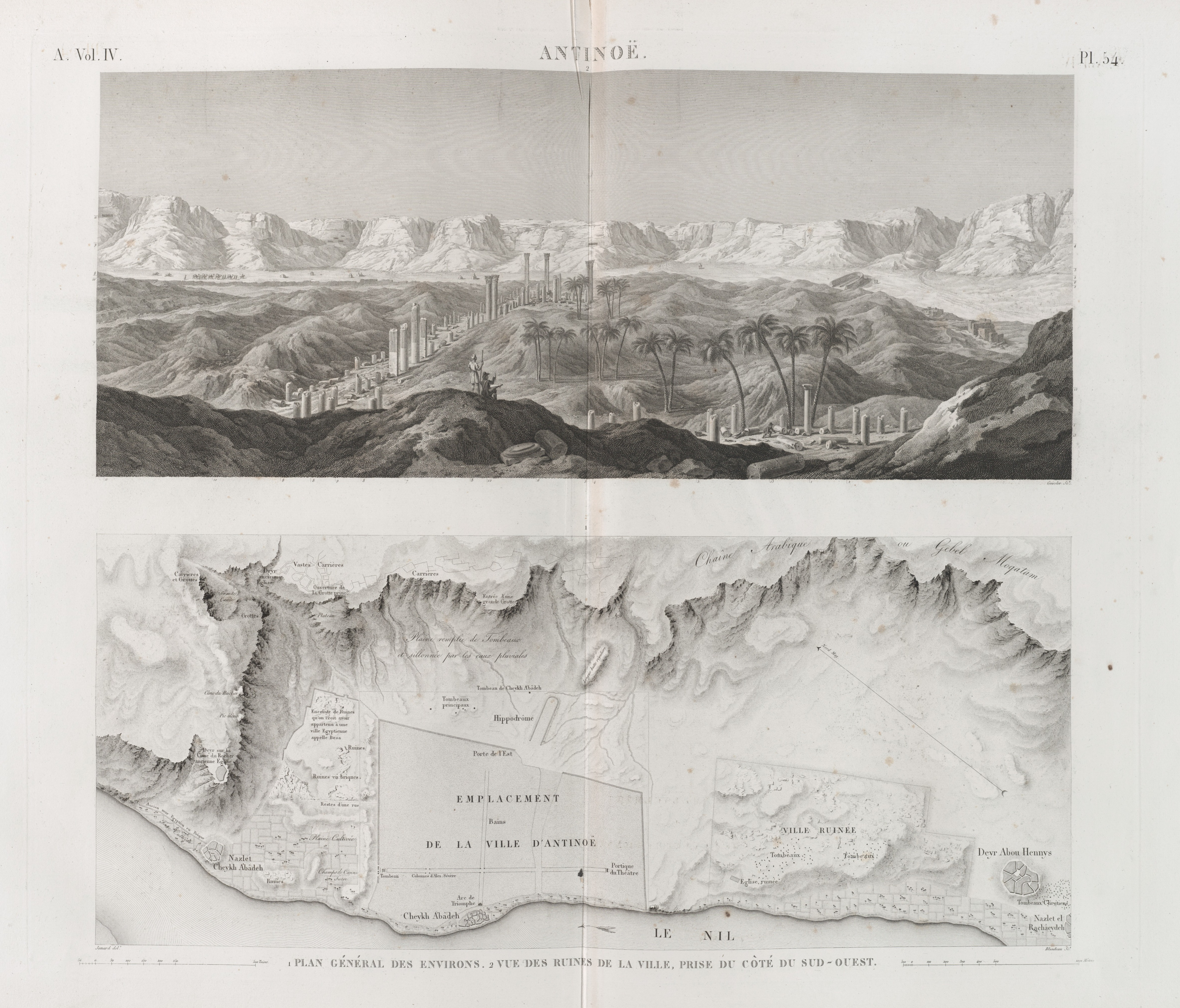
Вид на руины с юго-запада и топографическая карта города
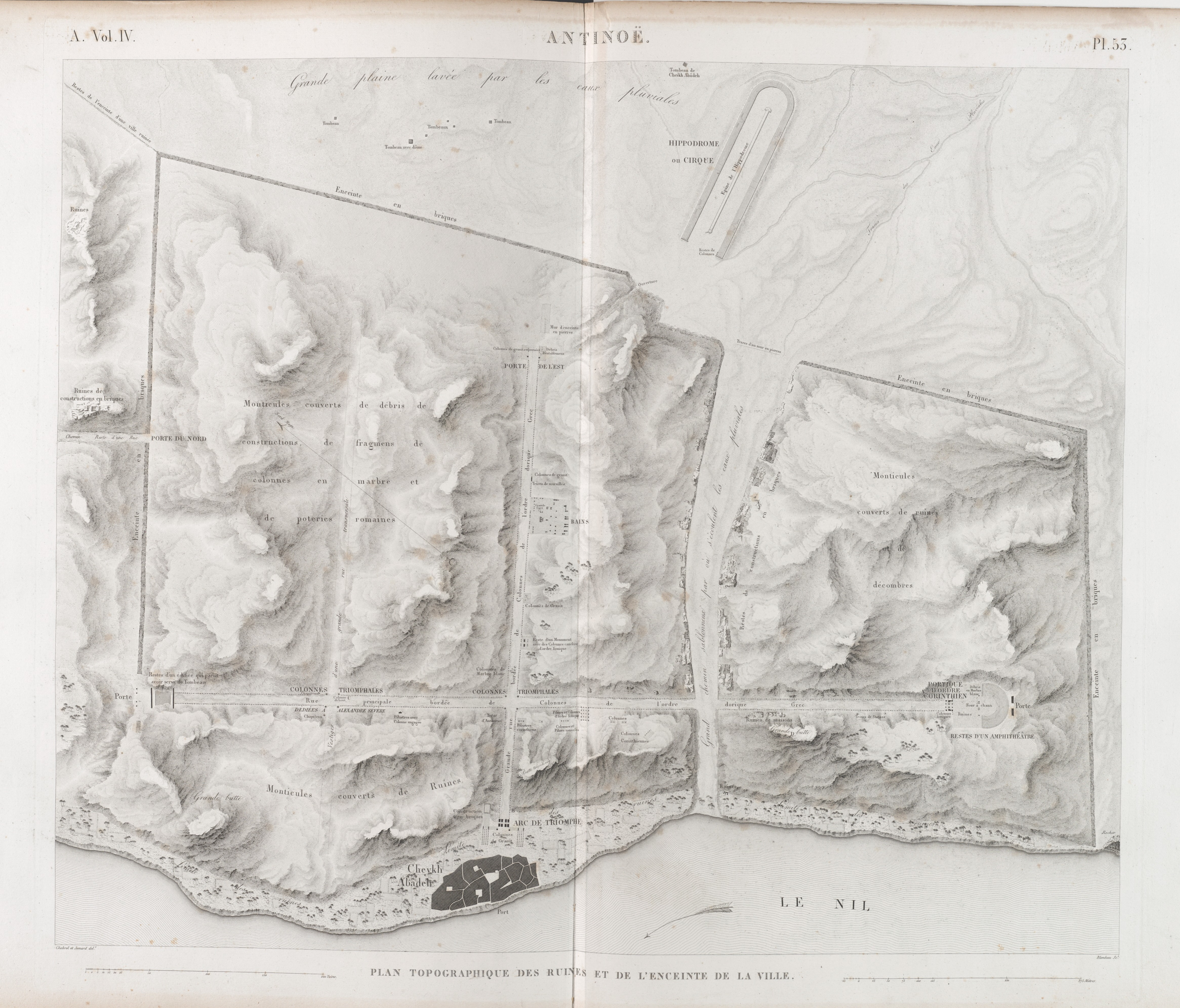
Топографическая карта города
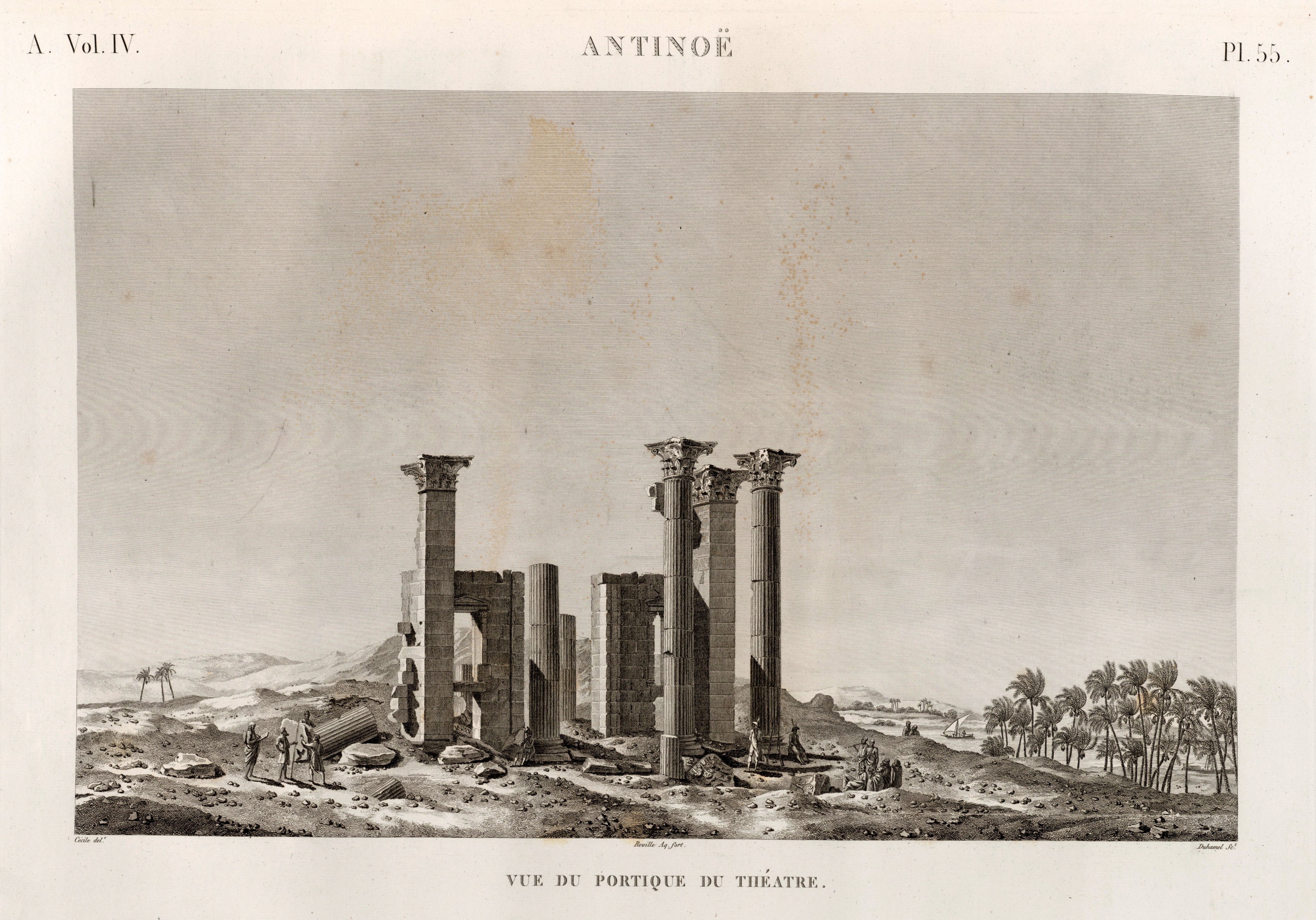
Портик римского театра
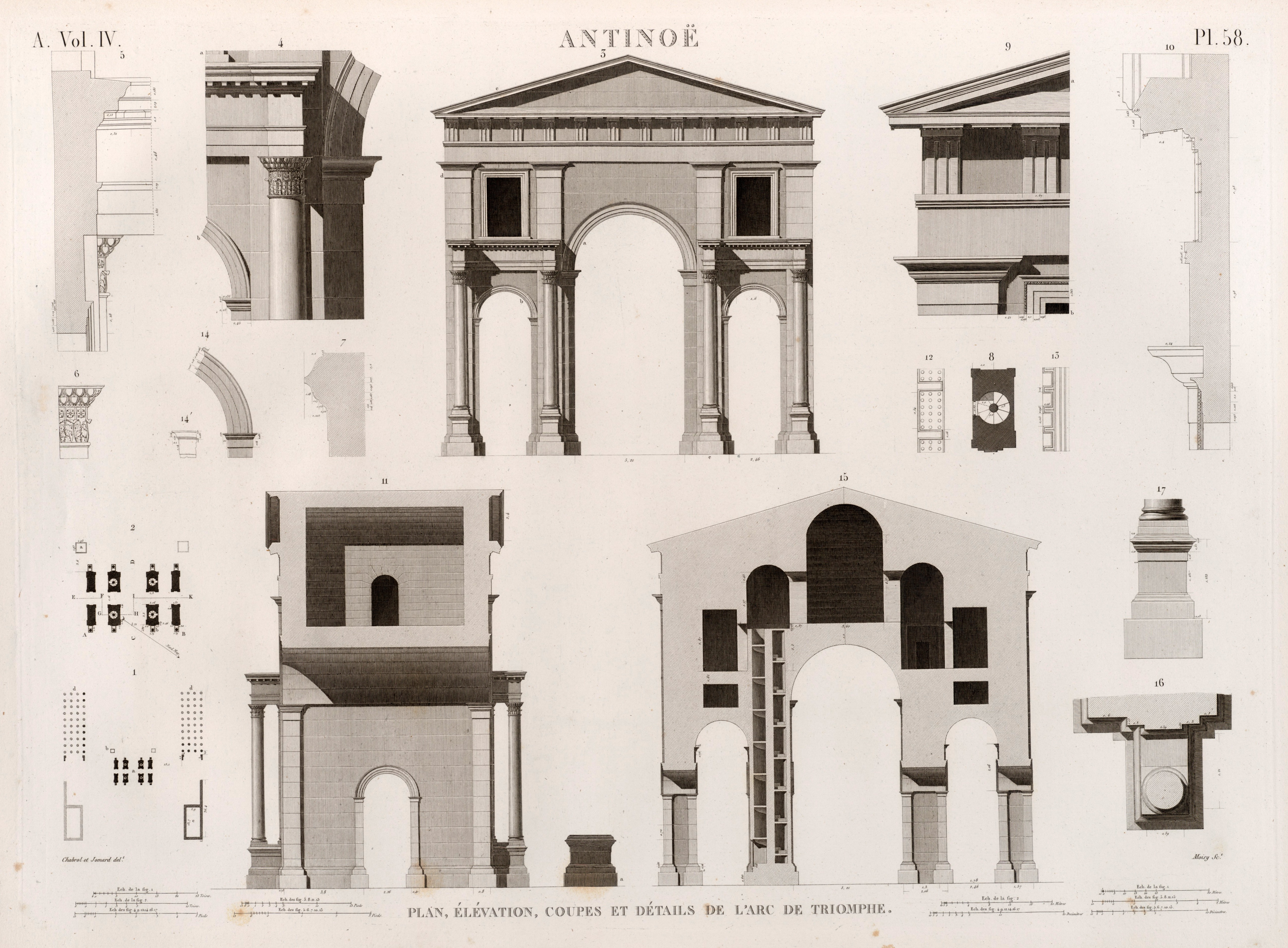
План, высота и сечение триумфальной арки
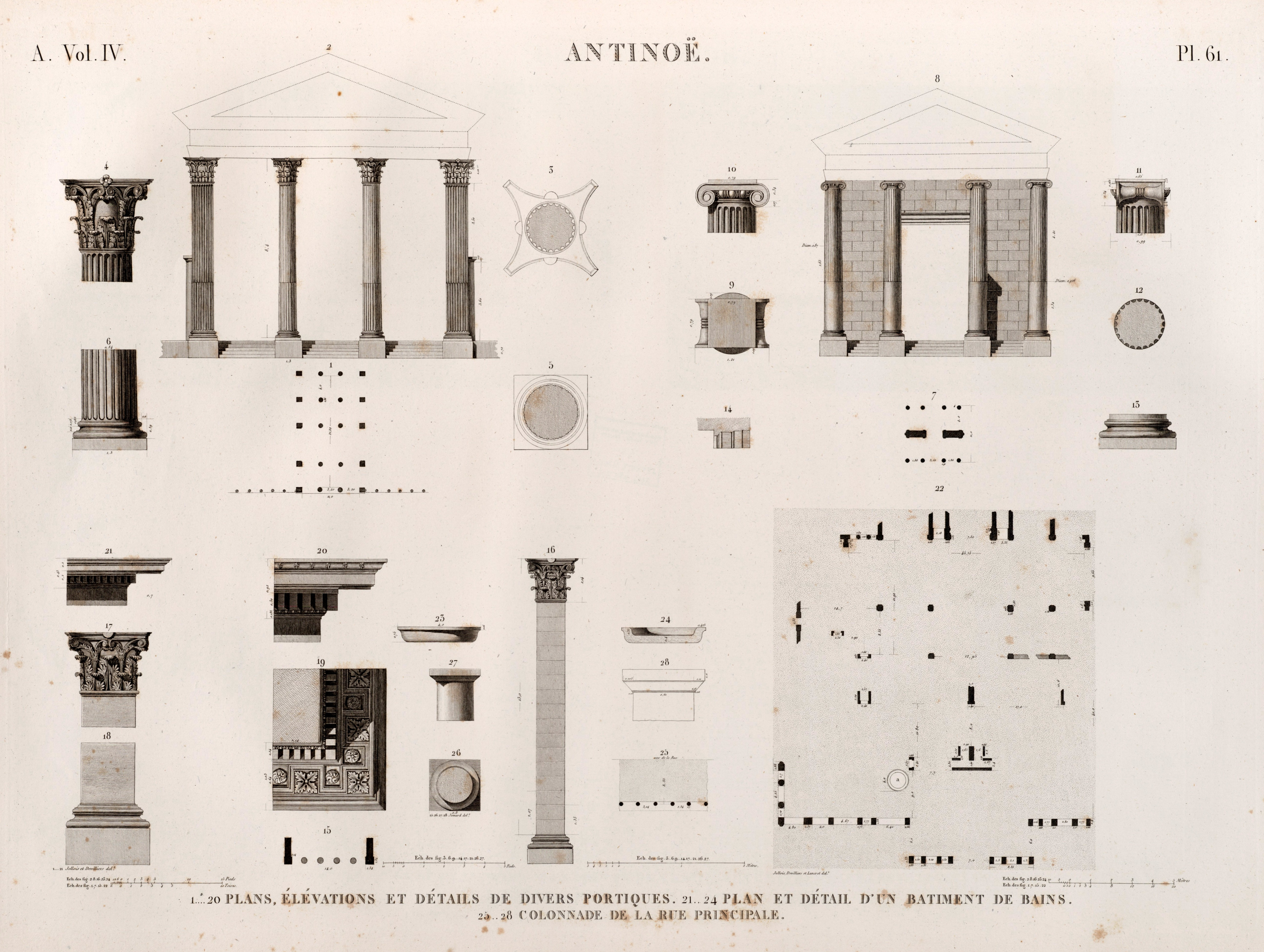
Различные портики, баня и главная улица с колоннадами
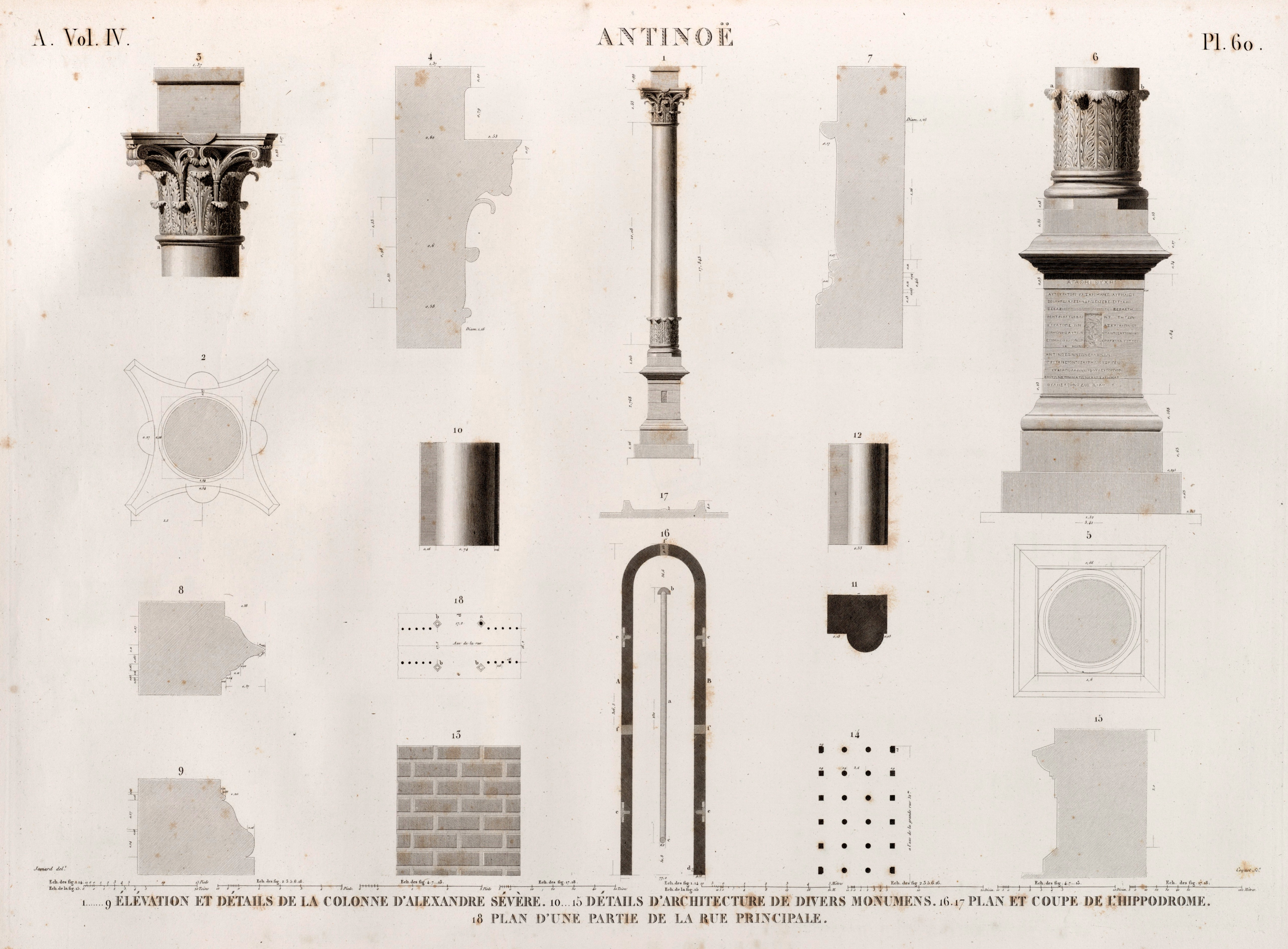
Колонна Александра Севера и ипподром
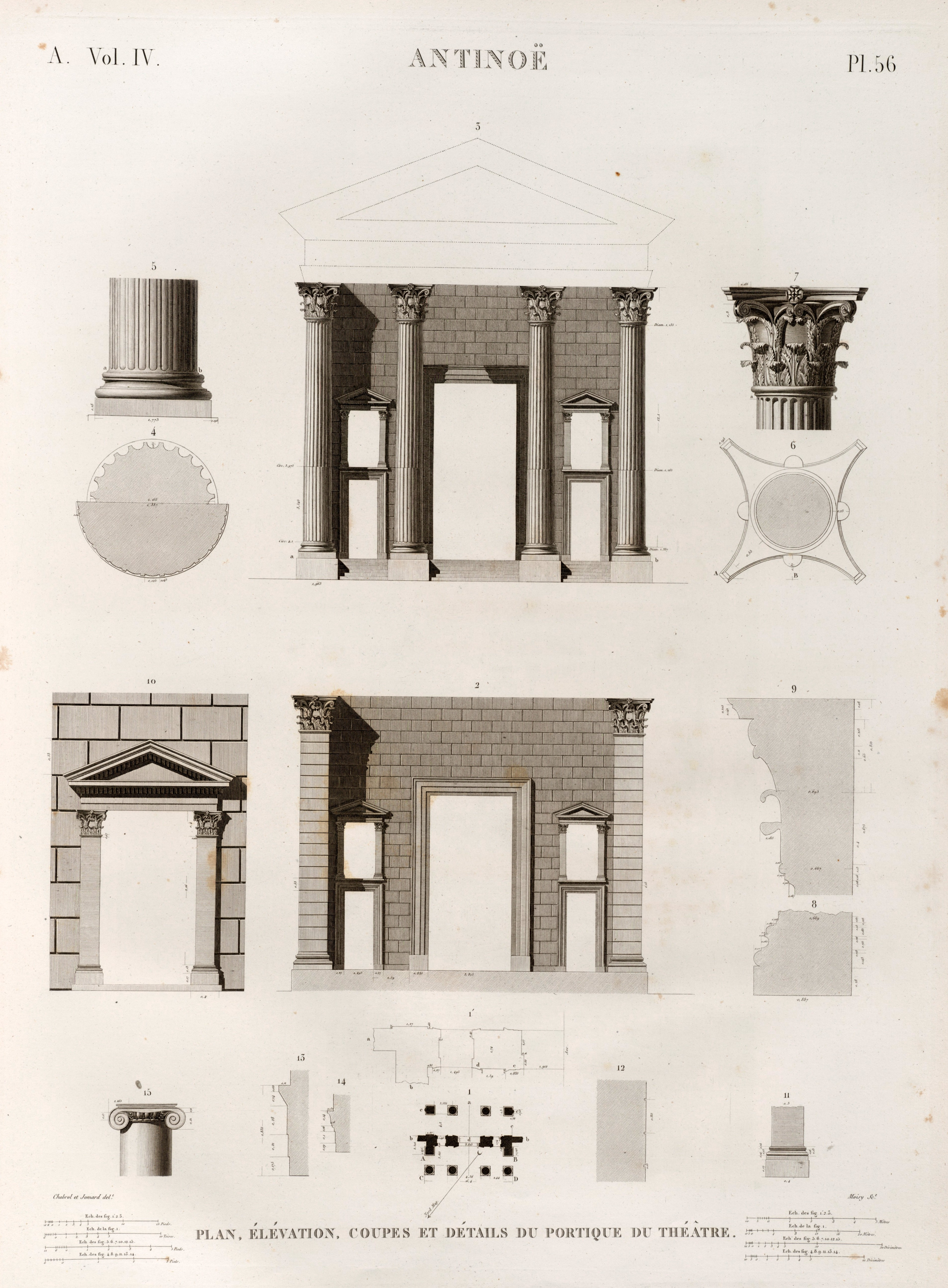
План и высота портика римского театра
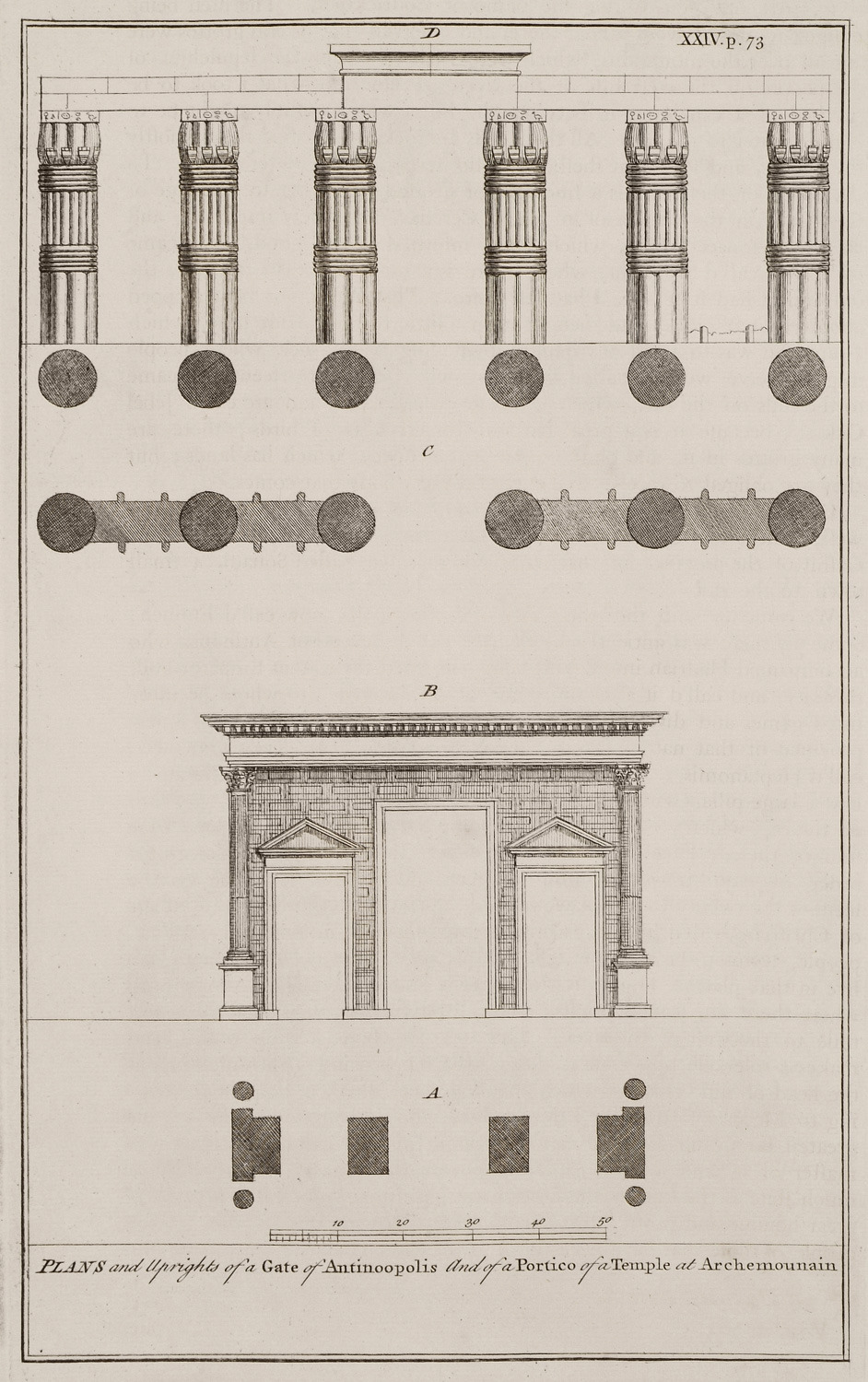
План стойки ворот Антинополя и портика храма в Архемунайне

## Расцвет Антинополя
Расцвет города продолжался и после правления Адриана: во времена Диоклетиана город стал столицей всей Фиваиды. От Антинои осталось немногое. Тем ценнее находки римской эпохи, позволяющие проследить развитие искусства греко-римского времени в Верхнем Египте. Великолепная коллекция этих памятников — фаюмские портреты и прекрасные ткани, сохранившие традиции александрийского искусства, находятся сегодня в Лувре.
Раскопки некрополя Антинои продолжались до 1940 года. Здесь была обнаружена погребальная часовня Феодосия. В 1965—1968 годах раскопки города проводил Римский университет Ла Сапиенца. С 80-х годов Флорентийский Институт папирологии ведёт здесь раскопки в северном некрополе, Римский университет — в южном.